# Omar Chávez
Omar Alonso Chávez Carrasco (Nació el 4 de enero de 1990 en Culiacán, Sinaloa, México) es un boxeador mexicano que pelea en la división de peso súper mediano. Es hijo del boxeador Julio César Chávez y hermano de Julio César Chávez, Jr

## Carrera
El 16 de diciembre de 2006, cuando Chávez tenía  16 años de edad comenzó su carrera profesional, al derrotar a su compatriota debutante Jesús García con un nocaut en el primer asalto, en la cartelera que incluía a su hermano Julio en su natal Culiacán. Ganó sus siguientes cinco peleas en poco más de un año, cuatro de las cuales por nocaut.

## Primera Derrota
El 17 de diciembre de 2011 se ven las caras Omar "Business" Chávez y Jorge "Maromerito" Páez en la función denominada "Legado de Leyendas" Resultando ganador este último por decisión mayoritaria al final de los 10 Rounds con marcadores 99-93, 99-93 y 95-95 a favor del "Maromerito" que de esta manera logra quitarle lo invicto a Omar Chávez, cuyo récord quedó con 27 victorias, 20 por la vía del sueño, una derrota y un empate.

## Trayectoria profesional
| Resultado | Rival              | Tipo | Ronda, Tiempo | Fecha                    | Lugar                                                      | Notas                                                 |
| --------- | ------------------ | ---- | ------------- | ------------------------ | ---------------------------------------------------------- | ----------------------------------------------------- |
|           |                    |      |               |                          |                                                            |                                                       |
| Derrota   | Jorge Páez, Jr.    | UD   | 10 (10)       | 21 de julio de 2012      | Tijuana, Baja California, México                           | Título vacante WBC de peso mediano                    |
| Victoria  | Emilio Julio Julio | RTD  | 9 (10)        | 22 de marzo de 2012      | Culiacán, Sinaloa, México                                  |                                                       |
| Derrota   | Jorge Páez, Jr.    | MD   | 10 (10)       | 17 de diciembre de 2011  | Tuxtla Gutiérrez, Chiapas, México                          |                                                       |
| Victoria  | Alberto Martínez   | TKO  | 1 (2:51)      | 9 de septiembre de 2011  | Foro Promo Casa, Mexicali, Baja California, México         | Won the WBC Youth Intercontinental Welterweight title |
| Victoria  | Genaro Trazancos   | TKO  | 4 (0:52)      | 28 de mayo de 2011       | Palenque del FEX, Mexicali, Baja California, México        |                                                       |
| Victoria  | Ignasi Caballero   | KO   | 2 (1:34)      | 18 de diciembre de 2010  | Campeche, Campeche, México                                 |                                                       |
| Victoria  | Rodrigo Juárez     | KO   | 4 (2:47)      | 18 de septiembre de 2010 | Estadio Banorte, Culiacán, Sinaloa, México                 |                                                       |
| Victoria  | Miguel Galindo     | KO   | 2 (1:09)      | 24 de julio de 2010      | Polideportivo Centenario, Los Mochis, Sinaloa, México      |                                                       |
| Victoria  | Rodrigo Juárez     | SD   | 8 (8)         | 5 de mayo de 2010        | Sports Center Fair, León, Guanajuato, México               |                                                       |
| Victoria  | José Arelis López  | UD   | 6 (6)         | 3 de marzo de 2010       | Auditorio del Estado, Mexicali, Baja California, México    |                                                       |
| Victoria  | Eugenio López      | KO   | 1 (1:44)      | 20 de febrero de 2010    | Discoteca El Alebrije, Acapulco, Guerrero, México          |                                                       |
| Victoria  | Carlos Urrea       | TKO  | 2 (2:39)      | 19 de diciembre de 2009  | Arena Itson, Ciudad Obregón, Sonora, México                |                                                       |
| Victoria  | James Ventry       | UD   | 6 (6)         | 10 de octubre de 2009    | Madison Square Garden, New York, New York                  |                                                       |
| Victoria  | Marco Nazareth     | TKO  | 4 (2:59)      | 18 de julio de 2009      | Centro de Convenciones, Puerto Vallarta, Jalisco, México   | Nazareth died days later of injuries from this bout   |
| Victoria  | Patrick Cape       | TKO  | 2 (2:19)      | 20 de junio de 2009      | Gimnasio Oscar García, Ensenada, Baja California, México   |                                                       |
| Victoria  | Tyler Ziolkowski   | KO   | 2 (1:48)      | 2 de mayo de 2009        | MGM Grand, Las Vegas, Nevada                               |                                                       |
| Victoria  | Rodolfo Armenta    | MD   | 4 (4)         | 6 de febrero de 2009     | Maywood Activity Center, Maywood, California               | Armenta was undefeated going in.                      |
| Victoria  | Brian Carden       | TKO  | 1 (1:50)      | 13 de diciembre de 2008  | Boardwalk Hall, Atlantic City, New Jersey                  |                                                       |
| Victoria  | Miguel Hernández   | UD   | 4 (4)         | 27 de septiembre de 2008 | Centro de Convenciones, Mérida, Yucatán, México            |                                                       |
| Victoria  | Jeremy Marts       | KO   | 1 (2:44)      | 2 de agosto de 2008      | Palms Casino Resort, Las Vegas, Nevada                     |                                                       |
| Empate    | Miguel Hernández   | MD   | 4 (4)         | 21 de junio de 2008      | Auditorio Municipal, Tijuana, Baja California, México      |                                                       |
| Victoria  | Juan Castíllo      | KO   | 1 (2:59)      | 17 de mayo de 2008       | Plaza Monumental, Aguascalientes, Aguascalientes, México   |                                                       |
| Victoria  | Marco Nazareth     | UD   | 4 (4)         | 26 de abril de 2008      | Centro de Convenciones de Puerto Vallarta, Jalisco, México |                                                       |
| Victoria  | Antonio Valencia   | TKO  | 3 (2:40)      | 29 de marzo de 2008      | Gimnasio Municipal, Ciudad Juárez, Chihuahua, México       |                                                       |
| Victoria  | Iván García        | TKO  | 2 (1:32)      | 23 de febrero de 2008    | Viva Mexico Center, San Luis Rio Colorado, Sonora, México  |                                                       |
| Victoria  | Miguel Camacho     | MD   | 4 (4)         | 9 de febrero de 2008     | Domo de la Feria, León, Guanajuato, México                 |                                                       |
| Victoria  | Miguel Hernández   | TKO  | 1 (1:27)      | 24 de noviembre de 2007  | Estadio Beto Avila, Veracruz, Veracruz, México             |                                                       |
| Victoria  | Enrique Fernández  | KO   | 1 (0:29)      | 19 de mayo de 2007       | Auditorio Benito Juárez, Guadalajara, Jalisco, México      |                                                       |
| Victoria  | Jesús Hernández    | KO   | 3 (1:55)      | 28 de abril de 2007      | Plaza de Toros, Cozumel, Quintana Roo, México              |                                                       |
| Victoria  | Óscar Sánchez      | TKO  | 1 (2:49)      | 31 de marzo de 2007      | Centro de Cancun, Cancún, Quintana Roo, México             |                                                       |
| Victoria  | Jesús García       | KO   | 1 (2:00)      | 16 de diciembre de 2006  | Plaza de Toros La Sinaloense, Culiacán, Sinaloa, México    |                                                       |